# Utah County
Utah County ist ein County im Bundesstaat Utah der Vereinigten Staaten. Das U.S. Census Bureau hat bei der Volkszählung 2020 eine Einwohnerzahl von 659.399 ermittelt. Der Sitz der Countyverwaltung (County Seat) und größte Stadt ist Provo.

## Geographie
Das Utah County liegt im Übergang der Rocky Mountains im Osten zur geologischen Provinz der Basin and Range im Westen und hat eine Fläche von 5545 Quadratkilometern (2145 mi²), davon sind nur die 369 Quadratkilometer des Utah Lake der Anteil an Wasserfläche. Es grenzt im Uhrzeigersinn an die Countys: Wasatch County, Carbon County, Duchesne County, Sanpete County, Juab County, Tooele County und Salt Lake County. Die  durchschnittliche Höhe im County liegt bei 1310 m bis 1432 m. Das Gebiet des County ist weitgehend identisch mit dem Utah Valley, dem Tal des Utah Lakes unterhalb der Wasatch Mountains, auf deren Hauptkamm die Ostgrenze des Countys verläuft.  Allerdings setzt sich das County im Südosten in die Berge fort und schließt insbesondere das Tal des Soldier Creeks ein, das zwar fast unbesiedelt, aber mit dem U.S. Highway 6 ein bedeutender Verkehrsweg ist. Im Süden ist die Countygrenze zunächst geradlinig und nimmt im Südwesten die Hügelstrukturen der Horste auf, die die Basin-and-Range-Region des Großen Beckens prägen. Im Westen verläuft die Grenze ebenfalls auf den Horsten, im Norden begrenzen die Oquirrh-Berge und der als Traverse Range bezeichnete Ausläufer der Wasatchkette Tal und Valley. Zwischen ihnen verlaufen in Nord-Süd-Richtung gebündelt nicht nur alle Verkehrswege, sondern auch der Jordan River, der den Abfluss des Utah Lake in das Salt Lake Valley und den Großen Salzsee darstellt.

## Geschichte
Utah County wurde im Jahre 1852 gegründet. Es wurde nach dem spanischen Namen Yuta für die Ute-Indianer benannt.

## Demografische Daten

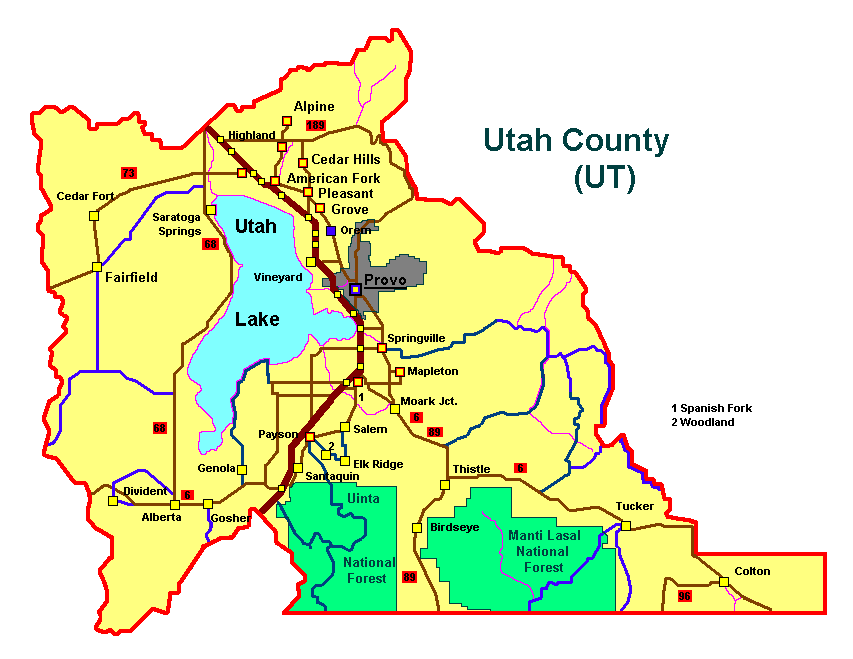
Utah County (UT) Details

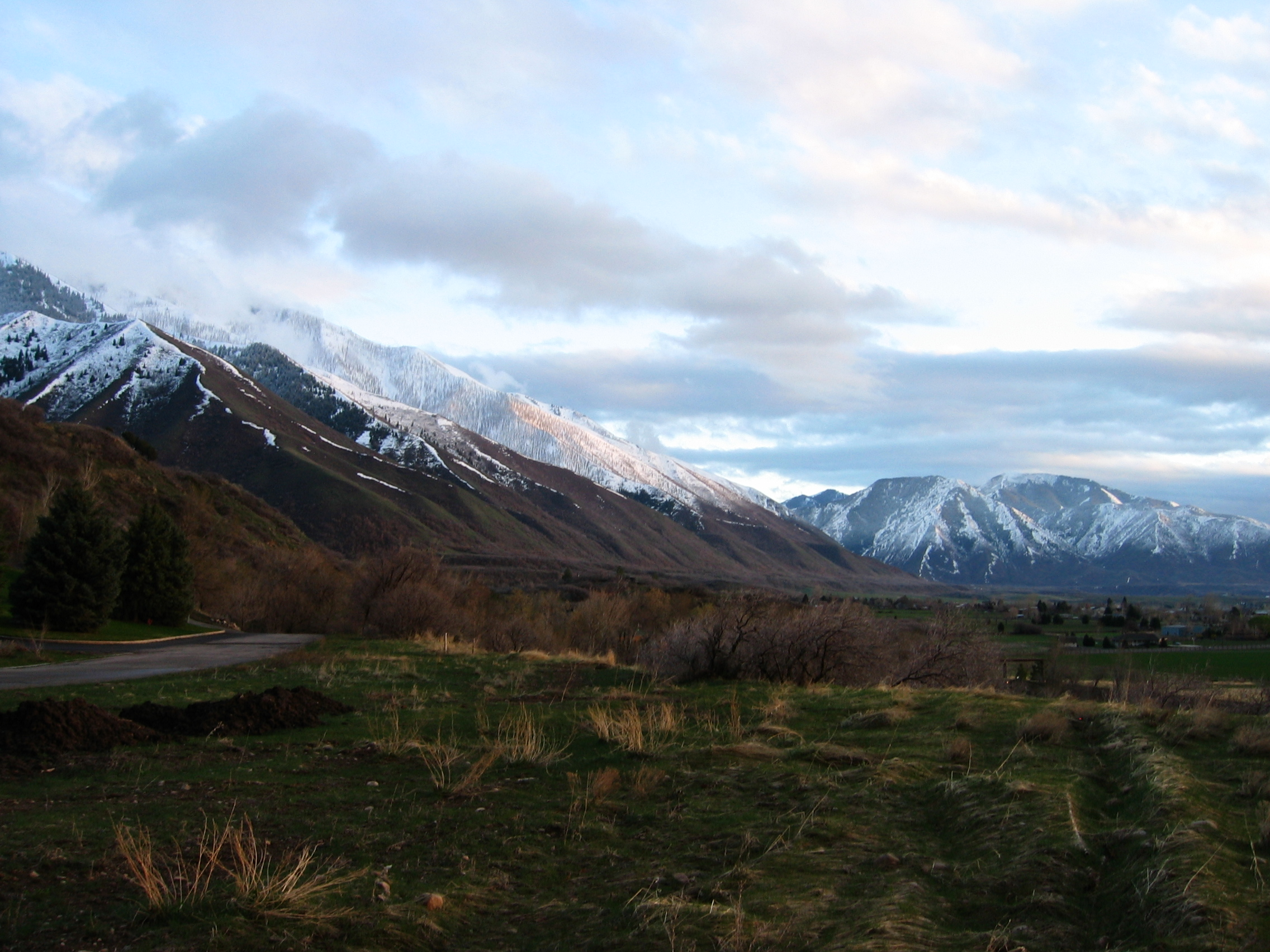
Die Provo Mountains

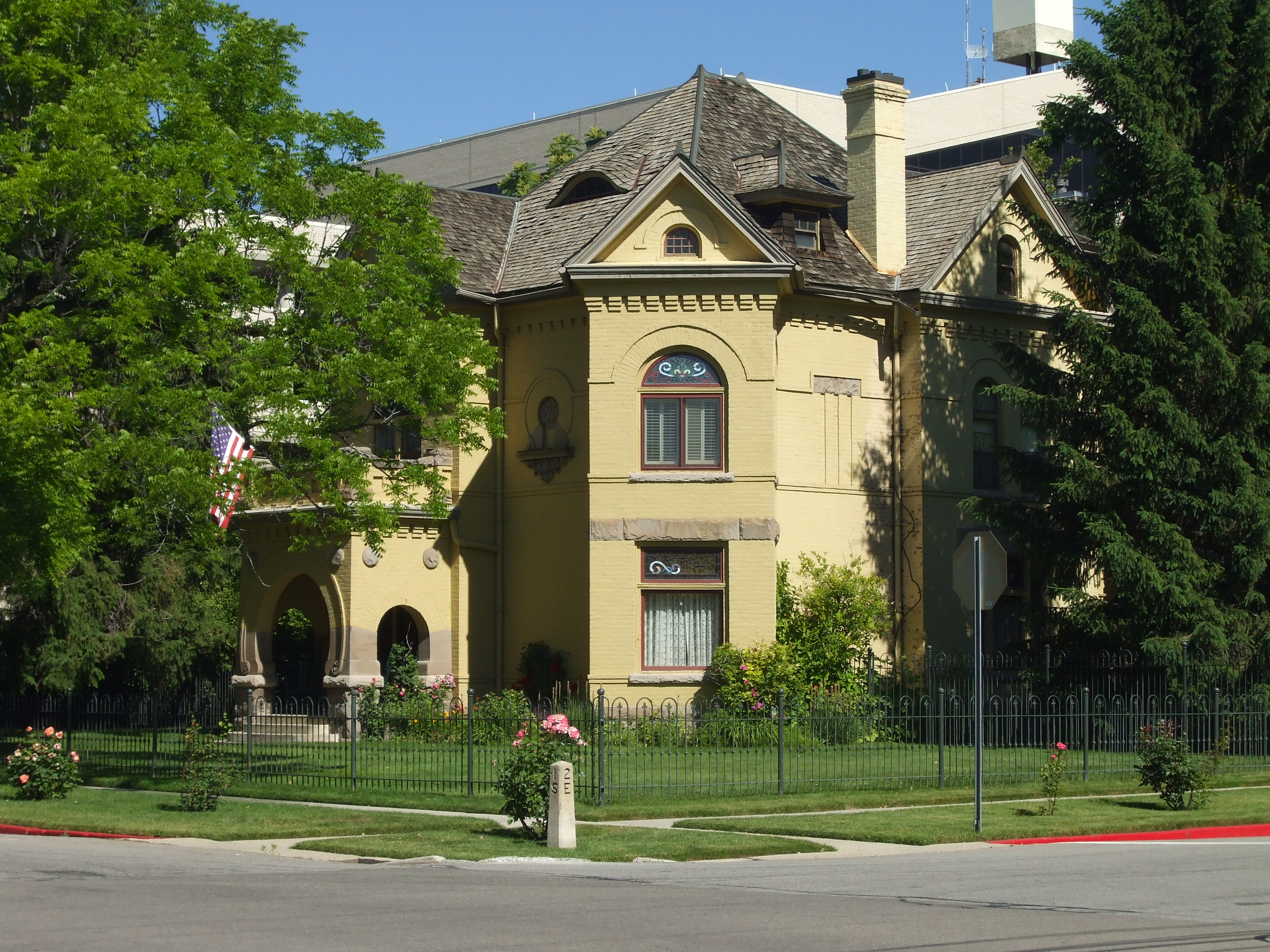
Das Reed Smoot House, gelistet im NRHP mit der Nr. 75001831

Nach der Volkszählung im Jahr 2000 lebten im Utah County 368.536 Menschen. Es gab 99.937 Haushalte und 80.749 Familien. Die Bevölkerungsdichte betrug 71 Einwohner pro Quadratkilometer. Ethnisch betrachtet setzte sich die Bevölkerung zusammen aus 92,36 % Weißen, 0,30 % Afroamerikanern, 0,60 % amerikanischen Ureinwohnern, 1,06 % Asiaten, 0,58 % Bewohnern aus dem pazifischen Inselraum und 3,25 % aus anderen ethnischen Gruppen; 1,85 % stammten von zwei oder mehr ethnischen Gruppen ab. 7,00 % der Bevölkerung waren spanischer oder lateinamerikanischer Abstammung.
Von den 99.937 Haushalten hatten 48,30 % Kinder und Jugendliche unter 18 Jahre, die bei ihnen lebten. 69,80 % waren verheiratete, zusammenlebende Paare, 8,00 % waren allein erziehende Mütter. 19,20 % waren keine Familien. 11,20 % waren Singlehaushalte und in 4,70 % lebten Menschen im Alter von 65 Jahren oder darüber. Die Durchschnittshaushaltsgröße betrug 3,59 und die durchschnittliche Familiengröße lag bei 3,86 Personen.
Auf das gesamte County bezogen setzte sich die Bevölkerung zusammen aus 34,10 % Einwohnern unter 18 Jahren, 21,00 % zwischen 18 und 24 Jahren, 25,90 % zwischen 25 und 44 Jahren, 12,70 % zwischen 45 und 64 Jahren und 6,40 % waren 65 Jahre alt oder darüber. Das Durchschnittsalter betrug 23 Jahre. Auf 100 weibliche Personen kamen 98,30 männliche Personen, auf 100 Frauen im Alter ab 18 Jahren kamen statistisch 94,50 Männer.
Das jährliche Durchschnittseinkommen eines Haushalts betrug 45.833 USD, das Durchschnittseinkommen der Familien betrug 50.196 USD. Männer hatten ein Durchschnittseinkommen von 37.878 USD, Frauen 22.656 USD. Das Prokopfeinkommen betrug 15.557 USD. 12,00 % der Bevölkerung und 6,80 % der Familien lebten unterhalb der Armutsgrenze. 8,40 % davon waren unter 18 Jahre und 4,80 % waren 65 Jahre oder älter.

## Städte und Gemeinden
- Alpine
- American Fork
- Aspen Grove
- Benjamin
- Birdseye
- Canyon Glen
- Caryhurst
- Castilla
- Cedar Fort
- Cedar Hills
- Christmas City
- Colton
- Curtis
- Dividend
- Draper
- Eagle Mountain
- Edgemont
- Elk Ridge
- Fairfield
- Geneva
- Genola
- Gilluly
- Gomex
- Goshen
- Hardy
- Highland
- Homansville
- Ironton
- Keigley
- Kyune
- Lake Shore
- Lakeview
- Lant
- Lehi
- Leland
- Lewis
- Lincoln
- Lindon
- Mapleton
- Mill Fork
- Moark Junction
- Mosida
- Mutual Dell
- Nunns
- Olmstead
- Orem
- Orem Station
- Palmyra
- Payson
- Pines
- Pleasant Grove
- Pleasant View
- Provo
- Rio
- Salem
- Santaquin
- Saratoga Springs
- Sky View
- Snow
- Spanish Fork
- Spring Lake
- Springdell
- Springville
- Sundance
- Sutro
- Thistle
- Three Forks
- Townsend
- Tucker
- Vineyard
- Vivian Park
- West Mountain
- West Portal
- Wicks
- Wildwood
- Wing
- Woodland Hills